# Przecinkowiec cholery
Przecinkowiec cholery (Vibrio cholerae) – gram-ujemna bakteria z rodzaju Vibrio, względny beztlenowiec wywołujący cholerę. Przenoszona jest przez wodę zanieczyszczoną ściekami. Bakteria ta została po raz pierwszy wyizolowana w 1854 roku przez Filippo Paciniego, jednak dopiero wyniki opublikowane przez Roberta Kocha trzydzieści lat później potwierdziły, że powoduje ona cholerę.
Żyje w przewodzie pokarmowym, wytwarzając enzymy atakujące nabłonek jelita oraz egzotoksynę, która powoduje utratę wody z tkanek i odwodnienie organizmu.
Vibrio cholerae posiada niezwykłą, jak na bakterię, cechę: dwa chromosomy.

## Czynniki chorobotwórcze
Do czynników chorobotwórczych przecinkowca cholery należą:
- adhezyny, w formie fimbrii, które umożliwiają adhezję na śluzówce jelit
- mucynazę – enzym rozkładający mucyny, jeden z ważniejszych składników ochronnego śluzu jelit
- enterotoksynę ciepłochwiejną LT (zwaną również toksyną cholery) – rodzaj egzotoksyny, która zwiększa poziom cAMP wewnątrz komórki, co prowadzi do zaburzenia działania pompy sodowo-chlorkowej; efektem tego jest zwiększone wydalanie wody i jonów chlorkowych oraz zmniejszone wchłanianie jonów sodowych; toksyna cholery jest główną przyczyną obfitej biegunki, która towarzyszy tej chorobie